# 小行星9830
小行星9830（英語：9830）是一颗围绕太阳公转的小行星。1978年11月7日，埃莉諾·赫琳、舒爾特·巴斯在帕洛马山发现了此天体。
这颗小行星的绝对星等为265.1615053928141等。